# Населённые пункты Увинского района

Карта Увинского района с центрами поселений

Муниципальное образование «Увинский район» включает в себя 90 населённых пунктов: 17 сельских поселений в составе 1 посёлка, 16 сёл, 71 деревни, 1 починка и 1 выселка.
Административный центр района — посёлок Ува.

## Перечень населённых пунктов
Далее приводится список населённых пунктов по муниципальным образованиям, в которые они входят. Жирным шрифтом выделены административные центры поселений.

### Муниципальное образование «Булайское»
- село Булай
- деревня Новая Вамья
- деревня Павлово
- деревня Пунем
- деревня Родники
- деревня Сухая Видзя

### Муниципальное образование «Жужгесское»
- деревня Большой Жужгес
- деревня Малый Жужгес
- деревня Косоево

### Муниципальное образование «Каркалайское»
- село Каркалай
- деревня Квака
- деревня Большой Каркалай

### Муниципальное образование «Красносельское»
- село Красное
- деревня Бинвирь
- деревня Лучег
- деревня Рябиновка
- деревня Турынгурт

### Муниципальное образование «Кулябинское»
- деревня Кулябино
- деревня Овражино
- деревня Тимофеевское

### Муниципальное образование «Кыйлудское»
- село Кыйлуд
- село Вишур
- деревня Гай
- деревня Новый Кыйлуд
- деревня Сяртчигурт

### Муниципальное образование «Мушковайское»
- село Мушковай
- село Областная
- деревня Динтем-Вамья
- деревня Итчи-Вамья
- деревня Пужмесь-Тукля

### Муниципальное образование «Новомултанское»
- село Новый Мултан
- деревня Итчигурт
- деревня Пачегурт
- деревня Помаскино
- деревня Пытцам
- деревня Старый Чумой

### Муниципальное образование «Нылгинское»
- село Нылга
- деревня Багай
- деревня Березовка
- деревня Малая Жикья
- деревня Мульшур
- деревня Кочур
- деревня Точкогурт

### Муниципальное образование «Петропавловское»
- деревня Петропавлово
- деревня Булгурт
- деревня Лоллез-Жикья
- деревня Русский Лоллез
- деревня Удмуртский Лоллез
- починок Кизварь

### Муниципальное образование «Поршур-Туклинское»
- деревня Поршур-Тукля
- деревня Возеншур
- деревня Пуштовай
- деревня Старая Тукля
- деревня Узей-Тукля
- выселок Темкино

### Муниципальное образование «Сям-Можгинское»
- село Сям-Можга
- деревня Ермаково
- деревня Сюровай
- деревня Чемошур

### Муниципальное образование «Ува-Туклинское»
- село Ува-Тукля
- село Рябово
- деревня Липовка
- деревня Ольховка
- деревня Рябово
- деревня Старая Чунча
- деревня Тимошур-Чунча

### Муниципальное образование «Увинское»
- посёлок Ува
- село Подмой
- деревня Пекшур
- деревня Удмуртская Тукля
- деревня Чабишур

### Муниципальное образование «Удугучинское»
- село Удугучин
- деревня Кунгур
- деревня Малые Сюрзи
- деревня Пали
- деревня Пислег
- деревня Сырдяны
- деревня Туймат

### Муниципальное образование «Чеканское»
- село Чекан
- деревня Архипов Пруд
- деревня Большой Ошмесвай
- деревня Зиновей
- деревня Тюлькино-Пушкари
- деревня Удмуртский Тыловай
- деревня Эрестем

### Муниципальное образование «Чистостемское»
- деревня Чистостем
- село Киби-Жикья
- деревня Ключевая
- деревня Лесоучасток
- деревня Урдогурт